# زبان نیاژاپنی
زبان نیاژاپنی یا نیاژاپنی–ریوکیویی زبان نیای بازسازی‌شده خانواده زبان‌های ژاپنی است. این زبان با استفاده از آثار بر جای مانده از ژاپنی باستان و با مقایسه با زبان‌های ریوکیویی ساخته شده‌است.